# At Last!
At Last! (укр. Нарешті!) — дебютний студійний альбом американської блюзової і соул -співачки Ети Джеймс, випущений в 1960 році на лейблі Argo Records.
У 2012 році альбом розмістився під № 119 в списку 500 найкращих альбомів усіх часів за версією журналу Rolling Stone .

## Історія
Оригінальна версія At Last! була випущена у форматі 12-inch LP, яка складалася з десяти треків, з п'ятьма піснями на кожній стороні. З альбому були випущені чотири сингли, що потрапили в R & B і поп -чарти в період між 1960 і 1961 роками: «All I Could Do Was Cry», «Trust in Me», «At Last» і «My Dearest Darling». Альбом містить кавер-версії поп і джаз -стандартів, таких як " Stormy Weather " і «A Sunday Kind of Love», а також «I Just Want to Make Love to You». At Last! пройшов цифровий ремастеринг і був перевиданий 27 липня 1999 року за лейблами MCA / Chess з чотирма додатковими бонус-треками, записаними в дуеті з Харві Фукуа.

## Відгуки критиків
З моменту випуску, At Last! отримав високу оцінку та позитивні відгуки від багатьох музичних критиків.

## Список композицій
| №   | Назва                                          | Автор                                                  | Тривалість |
| --- | ---------------------------------------------- | ------------------------------------------------------ | ---------- |
| 1.  | «Anything to Say You're Mine»                  | Сонні Томпсон                                          | 2:33       |
| 2.  | «My Dearest Darling»                           | Eddie Bocage, Paul Gayten                              | 3:00       |
| 3.  | «Trust in Me»                                  | Milton Ager, Jean Schwartz, Ned Weaver                 | 2:57       |
| 4.  | «A Sunday Kind of Love»                        | Barbara Belle, Anita Leonard, Louis Prima, Stan Rhodes | 3:14       |
| 5.  | «Tough Mary»                                   | Lorenzo Manley                                         | 2:24       |
| 6.  | «I Just Want to Make Love to You»              | Віллі Діксон                                           | 3:04       |
| 7.  | «At Last»                                      | Mack Gordon, Harry Warren                              | 2:57       |
| 8.  | «All I Could Do Was Cry»                       | Billy Davis, Gwen Fuqua, Беррі Горді, мол.             | 2:53       |
| 9.  | «Stormy Weather»                               | Harold Arlen, Ted Koehler                              | 3:05       |
| 10. | «Girl of My Dreams»                            | Sunny Clapp                                            | 2:20       |
| 11. | «My Heart Cries» (featuring Harvey Fuqua)      | H. Fuqua, Етта Джеймс                                  | 2:36       |
| 12. | «Spoonful» (featuring Harvey Fuqua)            | Віллі Діксон                                           | 2:50       |
| 13. | «It's a Crying Shame» (featuring Harvey Fuqua) | Fuqua, James                                           | 2:54       |
| 14. | «If I Can't Have You» (featuring Harvey Fuqua) | Fuqua, James                                           | 2:50       |

## Позиції в чартах

### Альбом
| Рік  | Чарт       | Позиція |
| ---- | ---------- | ------- |
| 1961 | Pop Albums | 68      |

### Сингли
| Рік  | Сингл                    | Чарт          | Позиція |
| ---- | ------------------------ | ------------- | ------- |
| 1960 | «All I Could Do Was Cry» | R & B Singles | 2       |
| 1960 | «All I Could Do Was Cry» | Pop Singles   | 33      |
| 1960 | «My Dearest Darling»     | R & B Singles | 5       |
| 1960 | «My Dearest Darling»     | Pop Singles   | 34      |
| 1961 | «At Last»                | R & B Singles | 2       |
| 1961 | «At Last»                | Pop Singles   | 47      |
| 1961 | «Trust in Me»            | R & B Singles | 4       |
| 1961 | «Trust in Me»            | Pop Singles   | 30      |